# Néle Azevedo
Néle Azevedo é uma artista plástica brasileira. 
Nasceu em Santos Dumont-MG , vive e trabalha   em São Paulo. Ficou conhecida com seu projeto de intervenções urbanas '"Monumento Mínimo", que subverte os cânones do monumento convencional: reduz a escala a centímetros, substitui pessoas ilustres por cidadãos comuns, troca materiais duradouros por gelo. O "Monumento Mínimo" também é tema e título da dissertação de mestrado que a artista defendeu na UNESP, em 2002. Néle já levou sua obra a países como França, Itália, Portugal, Cuba, Alemanha, Inglaterra, Noruega e Japão.

## Fontes

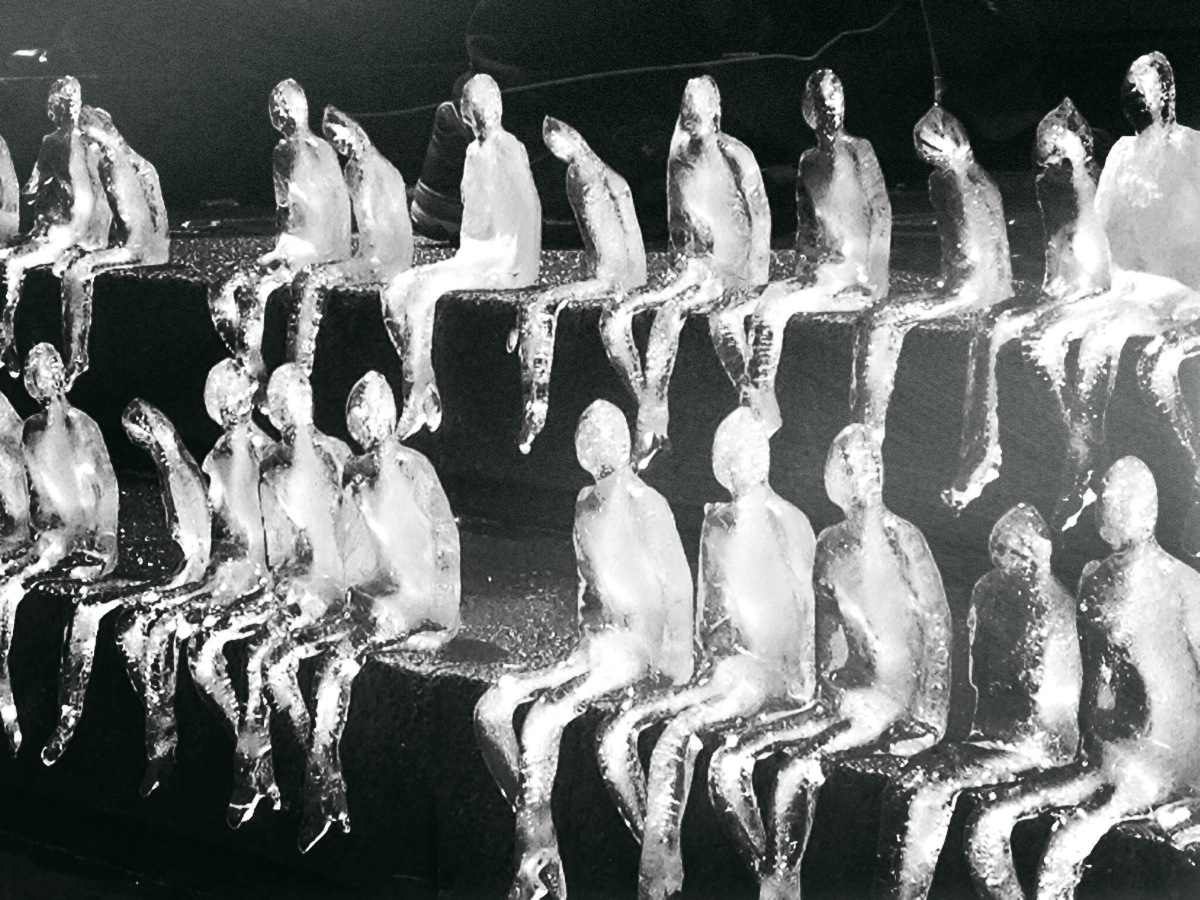